# Bridge of Earn
Bridge of Earn (Drochaid Èireann in lingua gaelica scozzese) è una località della Scozia, situata nell'area di consiglio di Perth e Kinross.